# Korthalsad majbagge
Korthalsad majbagge (Meloe brevicollis) är en skalbaggsart som beskrevs av Georg Wolfgang Franz Panzer 1793. Korthalsad majbagge ingår i släktet Meloe, och familjen oljebaggar. Enligt den finländska rödlistan är arten nationellt utdöd i Finland. Enligt den svenska rödlistan är arten akut hotad i Sverige. Arten förekommer på Öland. Arten har tidigare förekommit i Götaland, Gotland och Svealand men är numera lokalt utdöd. Artens livsmiljö är åsmoskogar.